# 東京ガールズ
東京ガールズ（とうきょうガールズ TOKYO GIRLS）は、2010年に結成されたプロフェッショナルチアチーム。

## 概要
プロデューサーは元新潟アルビレックスチアリーダーズ・チームディレクターであり、日本人で初の元NBA/NFLチアリーダー柳下容子。
ゼネラルマネージャーはミスユニバースジャパン2004ファイナリスト栗田あづみ。
元々、外資系会社・EVOエンターテイメントが運営していたbjリーグ所属プロバスケットボールチーム・東京アパッチの専属ダンサーズとして、アメリカ人中心の編成で2010-2011シーズンに誕生。
2011年3月に東日本大震災が発生した後、東京アパッチが活動を休止したのに伴い東京ガールズも一旦解散したが、翌月あらためてオーディションを行い再結成した、8月の女子バレー ワールドグランプリ2011で再デビューして活動を継続している。
結成初年度に、クリスティン・エグサ（元NBAロサンゼルス・クリッパーズチアチームキャプテン、現東京ガールズ顧問）がチームディレクターとして指導して以来、NBAスタイルのパフォーマンスを基軸にしている。東京ガールズメンバーからアメリカNFLやNBAチアの合格者も輩出している。

## 監修
- テレビアニメ『アニマエール!』（2018年10月 - 12月）振付・チアリーディング監修（柳下容子、瀧本有美と共同）[8]

## 出演

### テレビ番組
- 日向坂で会いましょう（2021年5月、テレビ東京）[9][10][11]

### 配信
- 日向坂46 5thシングル『君しか勝たん』ヒット祈願 ～世の中に元気を！～チアリーディングに挑戦！～（2021年5月26日、日向坂46 OFFICIAL YouTube CHANNEL）